# Karavelova Point
Karavelova Point är en udde i Antarktis. Den ligger i Sydshetlandsöarna. Argentina, Chile och Storbritannien gör anspråk på området.
Terrängen inåt land är kuperad söderut, men norrut är den platt. Havet är nära Karavelova Point åt nordost. Trakten är glest befolkad. Närmaste befolkade plats är Maldonado Station, 17,3 kilometer öster om Karavelova Point. 